# Бернадский, Виталий Олегович
Виталий Олегович Бернадский (род. 17 октября 1994, Черновцы) — украинский шахматист, гроссмейстер (2014).
В пятилетнем возрасте познакомился с шахматами. С шести до десяти лет занимался в ДЮСШ №1 города Черновцы, а в конце 2008 года стал учеником заслуженного тренера Украины В. А. Грабинского.
Серебряный призёр клубного чемпионата Украины 2012 года в составе МММ из Симферополя. Чемпион Грузии среди клубов 2015 года в составе «Самагрело».
Лучший результат на личных чемпионатах Украины — четвёртое место в 2017 году. На личном чемпионате Европы 2017 года занял 169-е место.

## Изменения рейтинга
| Графики недоступны из-за технических проблем. См. информацию на Фабрикаторе и на mediawiki.org. |